# オンシジウム・オブリザタム
オンシジウム・オブリザタム Oncidium obryzatum Rchb. f. はオンシジウム属のラン科植物の1種。小型の花を多数つける。

## 特徴
常緑性の多年生草本で着生植物。偽鱗茎は扁平な卵形で縁に稜があり、長さは5-10cm。偽鱗茎の先端には1枚の葉があり、長さ10-35cmで蝶楕円状舌形で革質。
開花期は春で、花茎は長く直立して伸びて長さ50-100cmに達する。花茎はよく分枝して多数の花をつける。花は小さくて径2cmほど、花弁も細く、新弁は扇形だがさほど広がらない。花の地色は淡黄色でその上に栗褐色の斑紋が入る。

## 分布
コスタリカ、パナマからコロンビア、ペルーに分布。

## 利用
洋ランとして栽培される。本種は花が小さくて色も形も地味であり、個々の花の観賞価値は高くない。だが細かな花が多数着く姿はカスミソウにも似ており、園芸的に評価が高い。また香りもあり、花が咲いている期間も長いので鉢物としてもよく、また切り花にも向いている。そのため実生でもクローンでも繁殖が行われ、よく普及している。栽培も容易である。